# Ion I. Russu
Ion I. Russu (auch Ioan Iosif Russu, * 4. Dezember 1911 in Săliște, Komitat Torda-Aranyos; † 9. September 1985 in Cluj-Napoca) war ein rumänischer Althistoriker, Epigraphiker, Provinzialrömischer Archäologe und Sprachwissenschaftler.

## Leben
Ion I. Russu, der Sohn des Lehrers Irimie Russu, besuchte zunächst das Gymnasium in Cluj und ab 1924 in Turda, nachdem sein Vater dorthin versetzt worden war. In Turda legte Russu 1928 die Reifeprüfung ab und studierte anschließend von 1928 bis 1932 Geschichte an der Universität Cluj. Von 1933 bis 1935 hielt er sich als Stipendiat der Accademia di Romania in Rom auf und vertiefte seine Studien besonders im Bereich der Epigraphik und Sprachwissenschaft.
Nach seiner Rückkehr arbeitete Russu zunächst als Gymnasiallehrer, später als Assistent und Institutsleiter an der Universität Cluj. Als die Stadt und Region im Zweiten Weltkrieg an Ungarn abgetreten und die Universität nach Sibiu verlegt wurde, setzte Russu seine Lehr- und Forschungsarbeit fort und erreichte 1942 seine Promotion zum Dr. phil. Nach dem Ende des Zweiten Weltkriegs und der Rückkehr nach Cluj geriet Russu 1947 in Konflikt mit den kommunistischen Machthabern, die ihm ein Lehrverbot erteilten. Russu musste sich fortan auf seine Forschung beschränken. Von 1947 bis zum Eintritt in den Ruhestand 1973 arbeitete er im Institut für Geschichte und Archäologie der Akademie der Sozial- und Politikwissenschaften der Sozialistischen Republik Rumänien (Academiei de Științe Sociale și Politice), die ihn 1970 zum korrespondierenden Mitglied wählte. Russu war Herausgeber bzw. Mitherausgeber der Zeitschriften Anuarul Institutului de Studii Clasice (1938–1949), Acta Musei Napocensis (1964–1971) und Anuarul Institutului de Istorie și Arheologie Cluj-Napoca (1973–1980). Archäologische Grabungen leitete er 1959 beim Kastell Brâncovenești und 1977 beim Kastell Bucium.
Die Rumänische Akademie hielt anlässlich seines 100. Geburtstages eine Konferenz zu seinen Ehren ab. In seinem Geburtsort Săliște wurde am 25. Oktober 2015 eine Statue zum Gedenken an Russu eingeweiht.

## Schriften (Auswahl)
- Macedonia. Osservazioni sulla lingua e l’etnografia degle antichi Macedoni. In: Ephemeris Dacoromana. Band 8 (1938), S. 105–232
- Religia geto-dacilor. Zei, credințe, practici religioase. Cluj 1949
- Limba traco-dacilor. Bukarest 1959. 2., verbesserte Auflage 1967. Neuausgabe 2009, ISBN 978-606-92035-8-3
- Tabula Imperii Romani. L 34: Aquincum. Sarmizegetusa. Sirmium. Budapest 1968
  - Deutsche Übersetzung von Hildegard Beer: Die Sprache der Thrako-Daker. Bukarest 1969
- Illirii. Istoria – Limba şi onomastica – Romanizarea. Bukarest 1969
- Tabula Imperii Romani. L 35: Romula. Durostorum. Tomis. Bukarest 1969
- Elemente autohtone în limba română. Substratul comun româno-albanez. Bukarest 1970
- Dacia şi Pannonia Inferior în lumina diplomei militare din anul 123. Bukarest 1973
- Inscripțiile Daciei Romane = Inscriptiones Daciae Romanae. Volumen I: Introducere istorică și epigrafică. Diplomele militare. Tăblițele cerate. Bukarest 1975
- Elementele traco-getice in Imperiul Roman si in Byzantium (veacurile III–VII). Contributie la istoria si romanizarea tracilor. Cu doua harti. Bukarest 1976
- mit Milena Dušanić, Nicolae Gudea und Volker Wollmann: Inscripțiile Daciei Romane = Inscriptiones Daciae Romanae. Volumen III: Dacia Superior, 1. Zona de sud-vest (teritoriul dintre Dunăre, Tisa și Mureș). Bukarest 1977
- mit Ioan Piso und Volker Wollmann: Inscripțiile Daciei Romane = Inscriptiones Daciae Romanae. Volumen III: Dacia Superior, 2. Ulpia Traiana Dacica (Sarmizegetusa). Bukarest 1980
- Daco-Geţii în Imperiul roman. În afara provinciei Dacia Traiană. Bukarest 1980
- Etnogeneza românilor. Fondul autohton traco-dacic şi componenta latino-romanică. Bukarest 1981
- mit Octavian Floca und Volker Wollmann: Inscripțiile Daciei Romane = Inscriptiones Daciae Romanae. Volumen III: Dacia Superior, 3. Zona centrală (teritoriul dintre Ulpia Traiana, Micia, Apulum, Alburnus Maior, Valea Crișului). Bukarest 1984
- Inscripțiile Daciei Romane = Inscriptiones Daciae Romanae, Vol. III. Dacia Superior, 4. Zona răsăriteană. Bukarest 1988
- Ioan Opriş (Herausgeber): Românii şi secuii. Bukarest 1990
- Mircea A. Rusu (Herausgeberin): Obîrşia tracică a Românilor şi Albanezilor. Clarificări comparativ-istorice şi etnologice = Der thrakische Ursprung der Rumänen und Albanesen. Cluj-Napoca 1995 (deutsche Übersetzung von Konrad Gündisch), ISBN 973-35-0482-3